# Yōsuke Kamigata
Yōsuke Kamigata (japanisch 上形 洋介 Kamigata Yōsuke; * 25. September 1992 in Shinjuku) ist ein japanischer Fußballspieler.

## Karriere
Kamigata erlernte das Fußballspielen in der Schulmannschaft der Waseda Jitsugyo High School und der Universitätsmannschaft der Waseda-Universität. Seinen ersten Vertrag unterschrieb er 2015 bei V-Varen Nagasaki. Der Verein spielte in der zweithöchsten Liga des Landes, der J2 League. Für den Verein stand er neunmal auf dem Spielfeld. 2016 wechselte er zum Drittligisten Tochigi SC. 2017 wurde er mit dem Verein Vizemeister der dritten Liga und stieg in die zweite Liga auf. Für Tochigi absolvierte er 47 Ligaspiele. 2019 wechselte er zum Drittligisten Vanraure Hachinohe. Hier stand er drei Jahre unter Vertrag. Für den Verein aus Hachinohe absolvierte er 92 Drittligaspiele. Im Januar 2022 unterschrieb er einen Vertrag beim Ligakonkurrenten Giravanz Kitakyūshū. Hier stand er zwei Spielzeiten unter Vertrag. Für den Verein aus Kitakyūshū bestritt er 38 Ligaspiele. Im Januar 2024 ging er nach Hongkong. Hier schloss er sich dem Erstligisten Hong Kong Rangers FC an.